# Google JAX
Google JAX és un marc d'aprenentatge automàtic per transformar funcions numèriques. Es descriu com reunir una versió modificada d'autograd (obtenció automàtica de la funció de gradient mitjançant la diferenciació d'una funció) i XLA de TensorFlow (àlgebra lineal accelerada). Està dissenyat per seguir l'estructura i el flux de treball de NumPy tan de prop com sigui possible i funciona amb diversos marcs existents com TensorFlow i PyTorch. Les funcions principals de JAX són:
1. grau: diferenciació automàtica
2. jit: compilació
3. vmap: vectorització automàtica
4. pmap: programació SPMD

## Funció grau
El codi següent mostra la diferenciació automàtica de la funció de graduació .
```
# imports

from
 
jax
 
import
 
grad

import
 
jax.numpy
 
as
 
jnp

# define the logistic function

def
 
logistic
(
x
):
 

 
return
 
jnp
.
exp
(
x
)
 
/
 
(
jnp
.
exp
(
x
)
 
+
 
1
)

# obtain the gradient function of the logistic function

grad_logistic
 
=
 
grad
(
logistic
)

# evaluate the gradient of the logistic function at x = 1 

grad_log_out
 
=
 
grad_logistic
(
1.0
)
 

print
(
grad_log_out
)

```

## Funcio jit
El codi següent mostra l'optimització de la funció jit mitjançant la fusió.
```
# imports

from
 
jax
 
import
 
jit

import
 
jax.numpy
 
as
 
jnp

# define the cube function

def
 
cube
(
x
):

 
return
 
x
 
*
 
x
 
*
 
x

# generate data

x
 
=
 
jnp
.
ones
((
10000
,
 
10000
))

# create the jit version of the cube function

jit_cube
 
=
 
jit
(
cube
)

# apply the cube and jit_cube functions to the same data for speed comparison

cube
(
x
)

jit_cube
(
x
)

```

## Funció vmap
El codi següent mostra la vectorització de la funció vmap.
```
# imports

from
 
functools
 
import
 
partial

from
 
jax
 
import
 
vmap

import
 
jax.numpy
 
as
 
jnp

# define function

def
 
grads
(
self
,
 
inputs
):

 
in_grad_partial
 
=
 
partial
(
self
.
_net_grads
,
 
self
.
_net_params
)

 
grad_vmap
 
=
 
vmap
(
in_grad_partial
)

 
rich_grads
 
=
 
grad_vmap
(
inputs
)

 
flat_grads
 
=
 
np
.
asarray
(
self
.
_flatten_batch
(
rich_grads
))

 
assert
 
flat_grads
.
ndim
 
==
 
2
 
and
 
flat_grads
.
shape
[
0
]
 
==
 
inputs
.
shape
[
0
]

 
return
 
flat_grads

```

## Funció pmap
El codi següent mostra la paral·lelització de la funció pmap per a la multiplicació de matrius.
```
# import pmap and random from JAX; import JAX NumPy

from
 
jax
 
import
 
pmap
,
 
random

import
 
jax.numpy
 
as
 
jnp

# generate 2 random matrices of dimensions 5000 x 6000, one per device

random_keys
 
=
 
random
.
split
(
random
.
PRNGKey
(
0
),
 
2
)

matrices
 
=
 
pmap
(
lambda
 
key
:
 
random
.
normal
(
key
,
 
(
5000
,
 
6000
)))(
random_keys
)

# without data transfer, in parallel, perform a local matrix multiplication on each CPU/GPU

outputs
 
=
 
pmap
(
lambda
 
x
:
 
jnp
.
dot
(
x
,
 
x
.
T
))(
matrices
)

# without data transfer, in parallel, obtain the mean for both matrices on each CPU/GPU separately

means
 
=
 
pmap
(
jnp
.
mean
)(
outputs
)

print
(
means
)

```

## Biblioteques que utilitzen JAX
Diverses biblioteques de Python utilitzen JAX com a backend, incloent:
- Flax, una biblioteca de xarxes neuronals d'alt nivell desenvolupada inicialment per Google Brain.
- Equinox, una biblioteca que gira al voltant de la idea de representar funcions parametritzades (incloses les xarxes neuronals) com a PyTrees. Va ser creat per Patrick Kidger.
- Diffrax, una biblioteca per a la solució numèrica d'equacions diferencials, com ara equacions diferencials ordinàries i equacions diferencials estocàstiques.
- Optax, una biblioteca per al processament i optimització de gradients desenvolupada per DeepMind.
- Lineax, una biblioteca per resoldre numèricament sistemes lineals i mínims quadrats lineals.
- RLax, una biblioteca per desenvolupar agents d'aprenentatge de reforç desenvolupada per DeepMind.
- jraph, una biblioteca per a xarxes neuronals gràfics, desenvolupada per DeepMind.
- jaxtyping, una biblioteca per afegir anotacions de tipus per a la forma i el tipus de dades ("dtype") de matrius o tensors.